# بائگونسان (چونگچئونگ شمالی/گانگوون)
بائگونسان (به لاتین: Baegunsan) یک کوه در کره جنوبی است که در کره جنوبی واقع شده‌است. بائگونسان ۱٬۰۸۵٫۷ متر بالاتر از سطح دریا واقع شده‌است.